# Cuillère de mariage

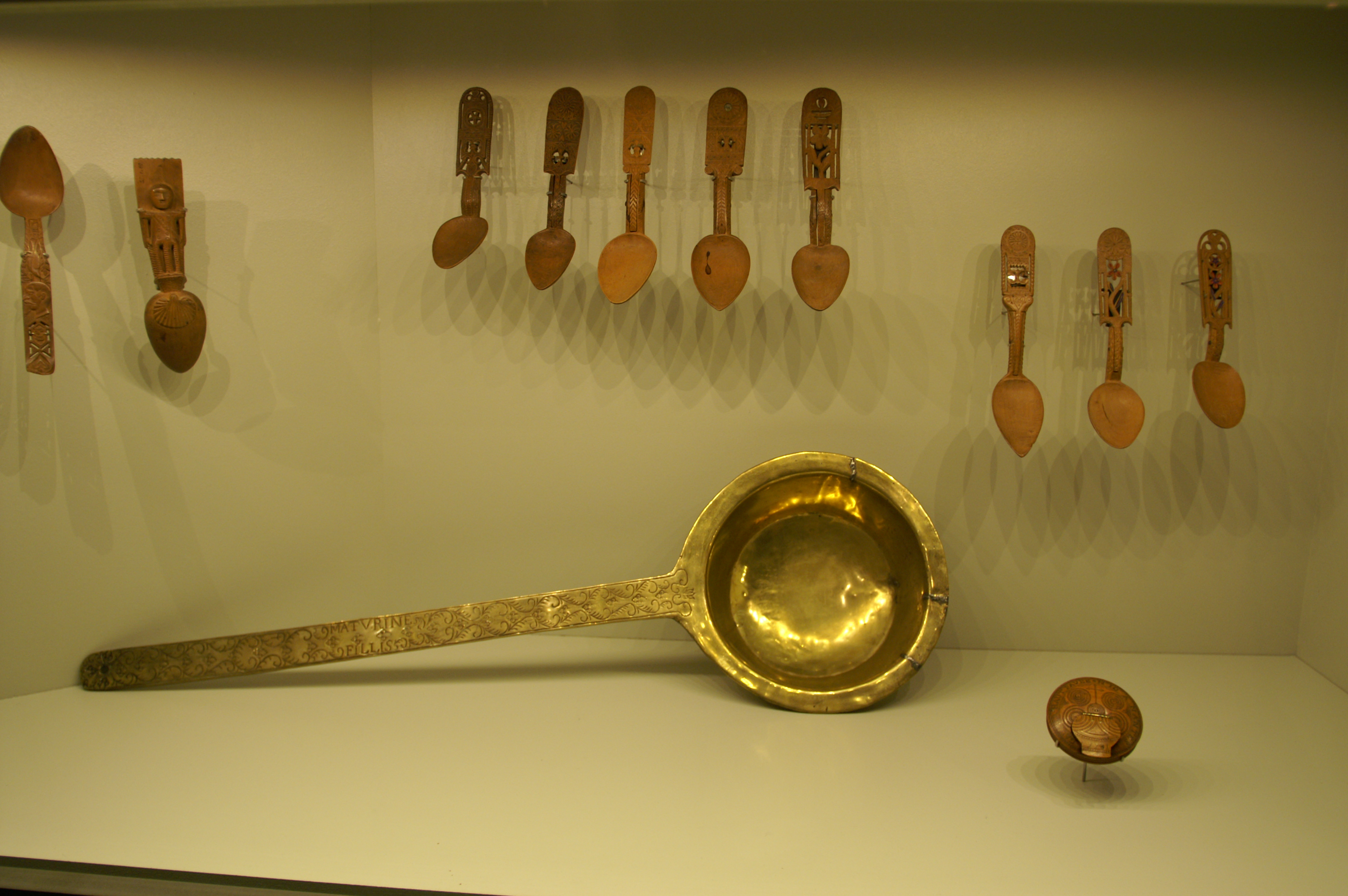
Cuillères de mariage et louche à amidon. Exposition « Les Bretons et l'argent » au musée de Bretagne.

Une cuillère de mariage est une cuillère en bois ouvragé, offerte dans la coutume bretonne du XIXe siècle par un homme à une femme comme confirmation de son intention de l'épouser et consolidation de leurs fiançailles. Les motifs ornant ces cuillères sont généralement géométriques, mais on y trouve également souvent des cœurs.
La beauté de la cuillère reflétait l'opulence du futur époux. Cette tradition semble être une conséquence de l'habitude prise par les invités à la noce d'y apporter leurs cuillères, les deux ou trois jours de réjouissance rassemblant éventuellement plusieurs centaines de convives, hors de proportion avec les ressources locales en cuillères. Après la noce, la cuillère était exposée sur un mur de la maison, les cuillères d'usage courant étant rangées dans le porte-cuillères en forme de roue suspendue à l'horizontal au-dessus de la table des ménages un peu aisés.
La fabrication de cuillères de mariage perdure au XXIe siècle dans une intention principalement décorative et folklorique.